# Royal Ulster Rifles
Le Royal Irish Rifles (devenu le Royal Ulster Rifles à partir du 1er janvier 1921) était un régiment d'infanterie de la British Army, créé en 1881 par la fusion du 83e (County of Dublin) Regiment of Foot et du 86e (Royal County Down) Regiment of Foot. Le régiment a participé à la seconde guerre des Boers, à la Première Guerre mondiale, à la Seconde Guerre mondiale et à la guerre de Corée.
En 1968, les Royal Ulster Rifles ont été fusionnés avec les autres régiments de la North Irish Brigade, les Royal Irish Fusiliers (Princess Victoria's) et les Royal Inniskilling Fusiliers pour créer les Royal Irish Rangers.

## Histoire

### Premières années

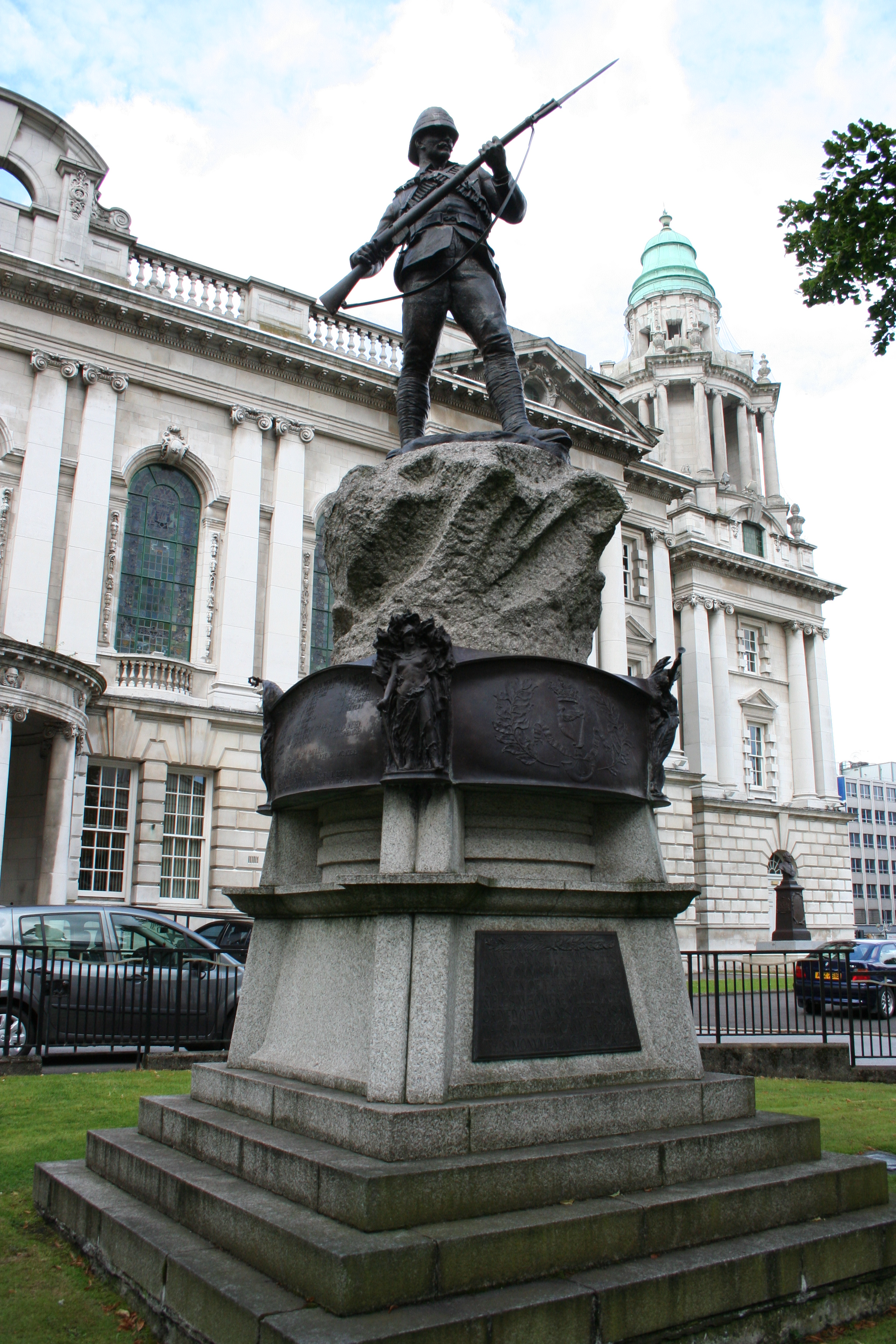
Monument aux hommes du Royal Irish Rifles morts pendant la deuxième guerre des Boers dans l'enceinte de l'Hôtel de ville de Belfast.

L'histoire du régiment remonte au règne du roi George III. En 1793, la British Army s'est agrandie pour faire face aux engagements de la guerre contre la Première République française. Dans le cadre de cette expansion, elle a créé deux nouveaux régiments d'infanterie, le 83e et le 86e. En 1881, dans le cadre des réformes Childers, le 83e et le 86e ont été fusionnés en un seul régiment, appelé Royal Irish Rifles, l'un des huit régiments d'infanterie levés et en garnison en Irlande. Il s'agit du régiment de comté d'Antrim, Down, Belfast et Louth, dont le dépôt est situé à la caserne Victoria. Sur le plan militaire, l'ensemble de l'Irlande était administré comme un commandement unique au sein du Royaume-Uni, avec un quartier général de commandement à Parkgate (Phoenix Park) Dublin, directement sous l'autorité du Bureau de la Guerre à Londres.
Le régiment a subi de graves pertes lors de la bataille de Stormberg en décembre 1899, pendant la seconde guerre des Boers. En octobre 1905, un mémorial a été érigé dans l'enceinte de l'hôtel de ville de Belfast à la mémoire des 132 soldats qui ne sont pas revenus. Le maréchal Lord Grenfell a inauguré le mémorial tandis que le Times rapportait l'événement.
En 1908, les Volontaires et la Milice sont réorganisés au niveau national, les premiers devenant la Territorial Force et plus tard la Special Reserve ; le régiment compte désormais trois bataillons de Réserve mais aucun bataillon territorial,.

### Première Guerre mondiale

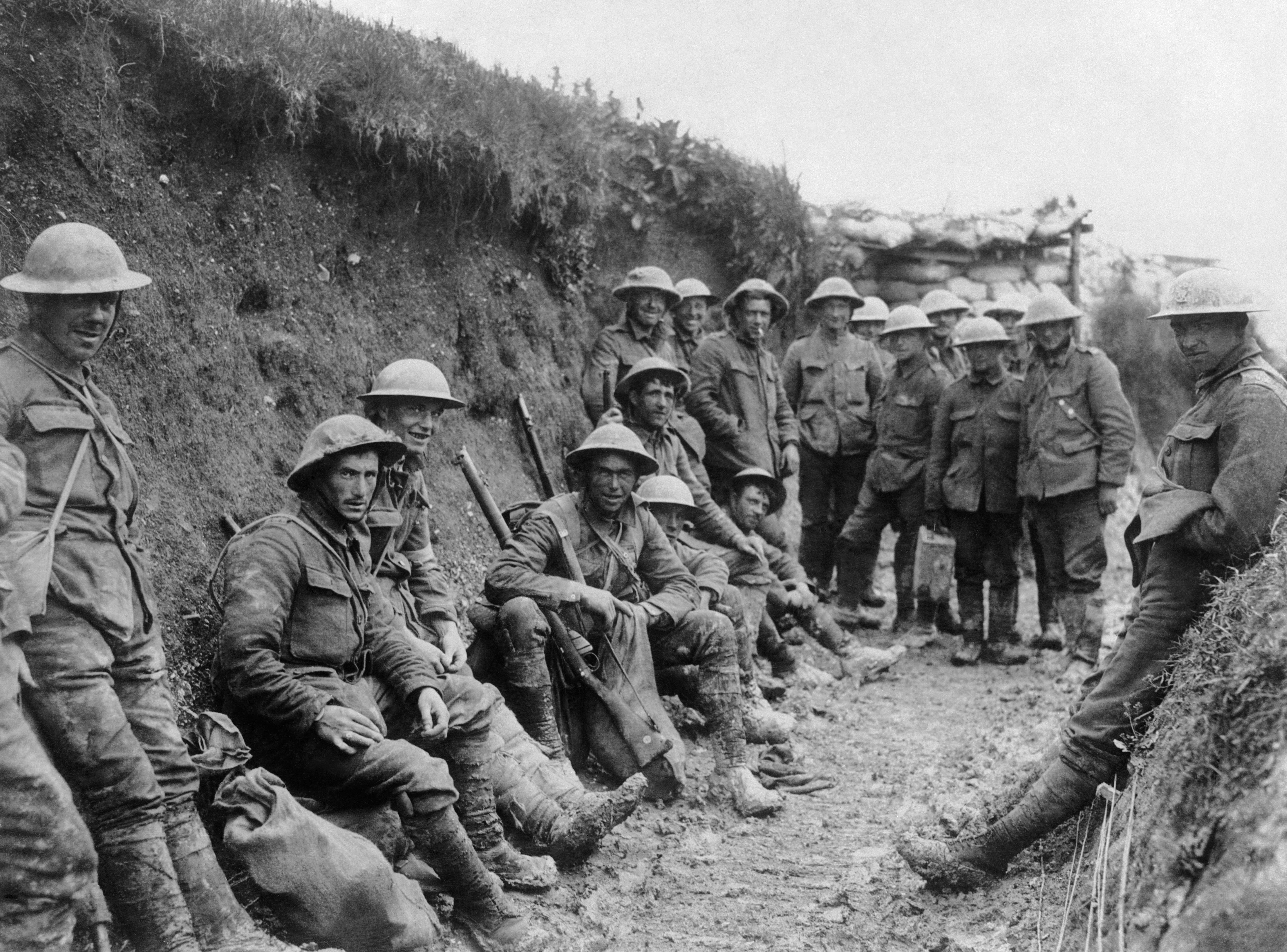
Infanterie des Royal Irish Rifles pendant la bataille de la Somme lors de la Première Guerre mondiale.

#### Armée régulière
Le 1er Bataillon a débarqué au Havre au sein de la 25e Brigade de la 8e Division en novembre 1914 pour servir sur le front occidental. Il a participé à la bataille de Neuve Chapelle en mars 1915, à la bataille de Fromelles en juillet 1915 et à la bataille de Loos en septembre 1915, avant de prendre part à la bataille de la Somme en septembre 1916.
Le 2e bataillon débarque à Rouen au sein de la 7e brigade de la 3e division en août 1914 et participe le reste de l'année à la bataille de Mons, à la bataille du Cateau, à la première bataille de la Marne, à la première bataille de l'Aisne, à la bataille de La Bassée et à la bataille de Messines. En septembre 1914, seuls 6 officiers et 200 hommes sur les 1 100 que comptait le bataillon à l'origine étaient encore en service actif. En octobre, le bataillon ne comptait plus que deux officiers et 46 hommes et, à la fin de l'année 1914, 97 % des membres du bataillon avaient été tués, blessés ou faits prisonniers.

#### Nouvelle armée

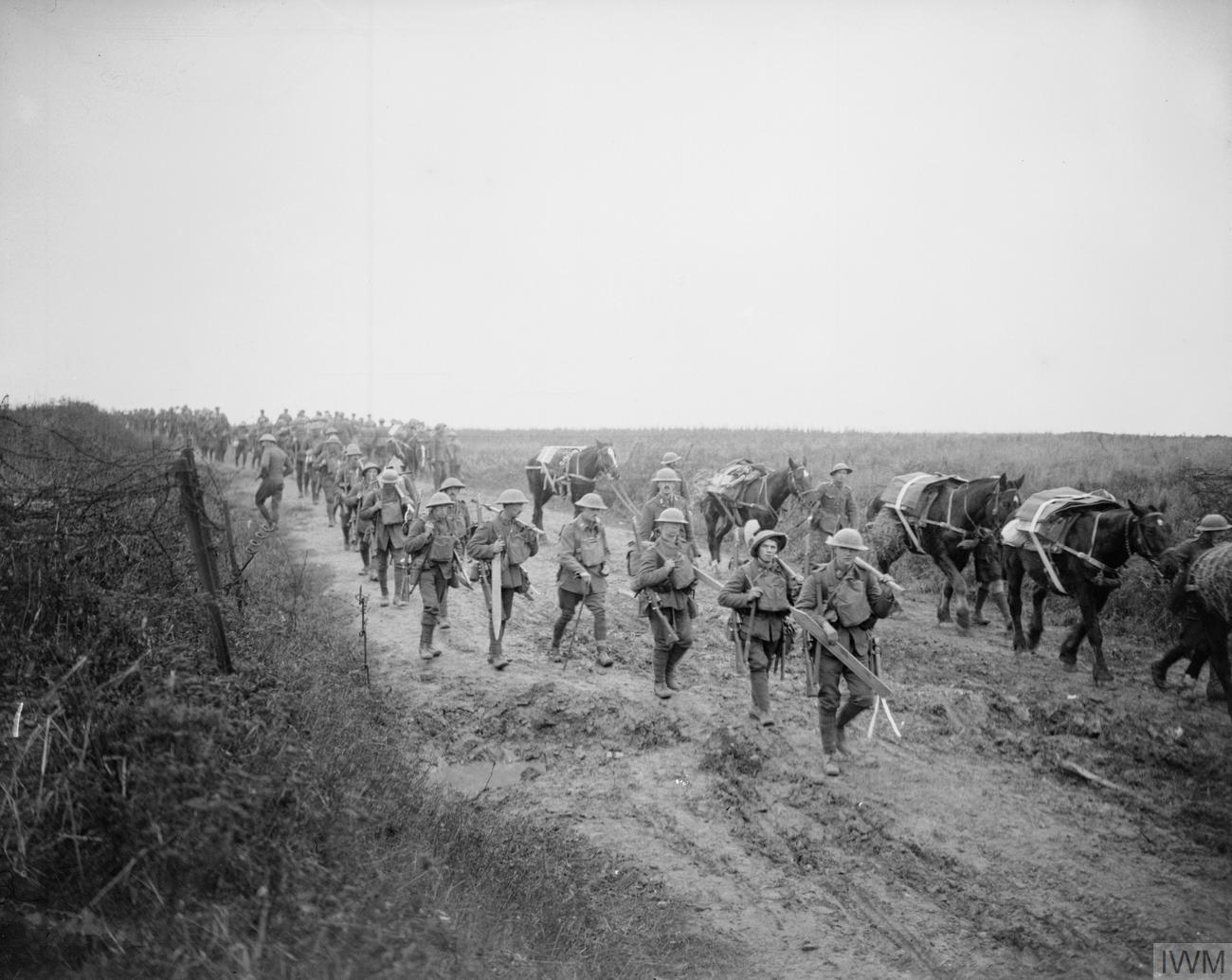
Hommes du 16e bataillon (de service), Royal Irish Rifles, le bataillon pionnier de la 36e division (Ulster), se rendant sur la ligne de front le 20 novembre 1917.

Le 6e bataillon (de service) débarque sur la Baie ANZAC au sein de la 29e brigade de la 10e division (irlandaise) en août 1915, mais se rend à Salonique en octobre 1915 et en Égypte pour servir en Palestine en septembre 1917. Le 7e bataillon (de service), qui a absorbé une compagnie de la Milice royale de Jersey, débarque au Havre dans le cadre de la 48e brigade de la 16e division (irlandaise) en décembre 1915 pour servir sur le front occidental. James Steele, futur général, servit dans le 7e bataillon. Le 8e (Service) Battalion (East Belfast), le 9e (Service) Battalion (West Belfast) et le 10e (Service) Battalion (South Belfast) débarquent à Boulogne-sur-Mer dans le cadre de la 107e Brigade de la 36e division (Ulster) en octobre 1915 pour servir sur le front occidental.
Le 11e (Service) Battalion (South Antrim), le 12e (Service) Battalion (Central Antrim) et le 13e (Service) Battalion (1st County Down) débarquent à Boulogne-sur-Mer dans le cadre de la 108e Brigade de la 36e (Ulster) Division en octobre 1915 pour servir sur le front occidental. Le 14e bataillon (de service) (Young Citizens) débarque à Boulogne-sur-Mer dans le cadre de la 109e brigade de la 36e division (Ulster) en octobre 1915 pour servir sur le front occidental. Le 15e (Service) Battalion (North Belfast) débarque à Boulogne-sur-Mer en tant que membre de la 107e Brigade de la 36e (Ulster) Division en octobre 1915 pour servir sur le front occidental. Le 16th (Service) Battalion (2nd County Down) (Pioneers) débarque à Boulogne-sur-Mer en tant que bataillon pionnier de la 36e division (Ulster) en octobre 1915 pour servir sur le front occidental.
Quelque 7 010 soldats du régiment ont été tués au combat pendant la Première Guerre mondiale.

### Entre deux guerres
Après la Première Guerre mondiale, le bureau de la Guerre a décidé que l'Ulster devait être représenté sur la liste des armées, étant donné que le Connaught, le Leinster et le Munster avaient déjà leurs propres régiments. En 1920, un nouveau nom a donc été proposé pour les Royal Irish Rifles. À partir du 1er janvier 1921, le régiment devient le Royal Ulster Rifles. Le régiment déménagea à la caserne St Patrick en 1937. En 1937, les relations déjà étroites avec les London Irish Rifles sont officiellement reconnues lorsqu'ils sont incorporés au Corps tout en conservant leur identité régimentaire en tant que bataillon territorial. Deux ans plus tard, les London Irish Rifles ont formé un deuxième bataillon.

### Seconde Guerre mondiale

#### Armée régulière

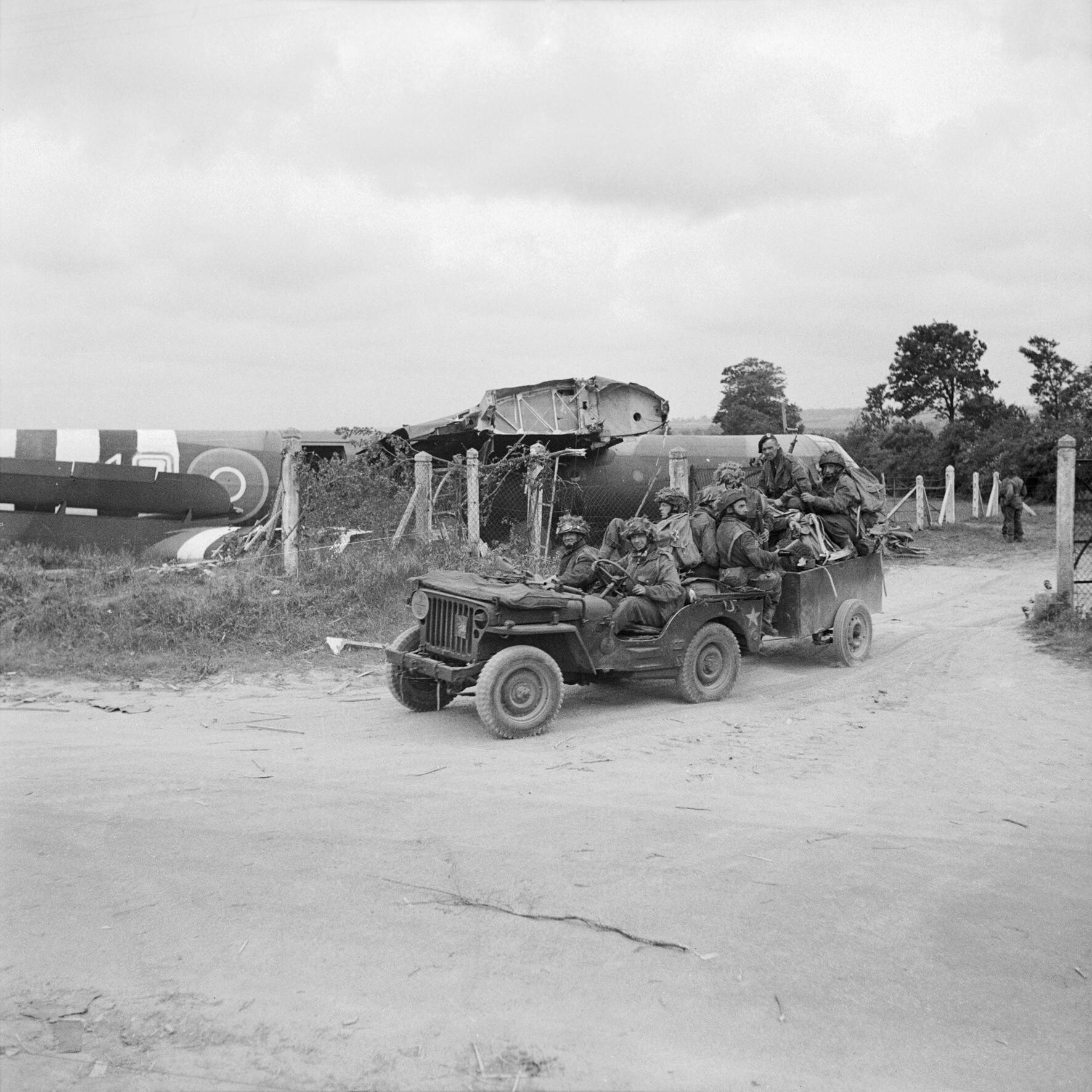
Des fusiliers des Royal Ulster Rifles, de la 6e brigade d'aérolargage, à bord d'une jeep et d'une remorque, quittent la zone d'atterrissage N en passant devant un planeur Airspeed Horsa qui s'est écrasé, dans la soirée du 6 juin 1944.

Lorsque la guerre a été déclarée, le 1er bataillon servait en Inde, avec le 31e groupe de brigades indépendantes, qui était entraîné à la guerre de montagne. Lorsque la brigade est revenue au Royaume-Uni, il a été décidé qu'avec son équipement léger, la brigade pourrait être convertie en une unité transportant des planeurs. La 31e brigade d'infanterie, qui comprenait également le 1er Border Regiment, le 2e South Staffs et le 2e Ox and Bucks, a été rebaptisée 1re brigade d'aérolargage et a été entraînée comme infanterie de planeurs. Elle est affectée à la 1re division aéroportée, qui fait partie des forces aéroportées de l'armée britannique. Le bataillon, ainsi que le 2nd Oxford and Bucks Light Infantry, ont ensuite été transférés pour rejoindre le 12th Devonshire Regiment dans la 6e division aéroportée, qui n'était en fait que la deuxième des deux divisions aéroportées créées par la British Army au cours de la Seconde Guerre mondiale.
Transporté par des planeurs Horsa, le bataillon a participé à l'opération Mallard, le débarquement britannique par planeurs en fin d'après-midi du 6 juin 1944, également connu sous le nom de Jour J. Ils ont servi tout au long de la bataille de Normandie, employés comme de l'infanterie normale jusqu'en août 1944 et la sortie de la tête de pont de Normandie, où la 6e division aéroportée a progressé de 45 miles en 9 jours. Elle retourne en Angleterre en septembre 1944 pour se reposer et se recycler jusqu'en décembre 1944, date à laquelle la 6e division aéroportée est rappelée en Belgique après l'offensive surprise allemande dans les Ardennes, connue aujourd'hui sous le nom de "bataille des Ardennes", où la division joue un rôle relativement modeste dans cette bataille essentiellement américaine. Elle a ensuite pris part à sa dernière mission aéroportée de la guerre, connue sous le nom d'opération Varsity, qui était l'élément aéroporté de l'opération Plunder, la traversée du Rhin par le 21e groupe d'armées en mars 1945. La 6e division aéroportée a été rejointe par la 17e division aéroportée américaine, et les deux divisions ont subi de lourdes pertes.

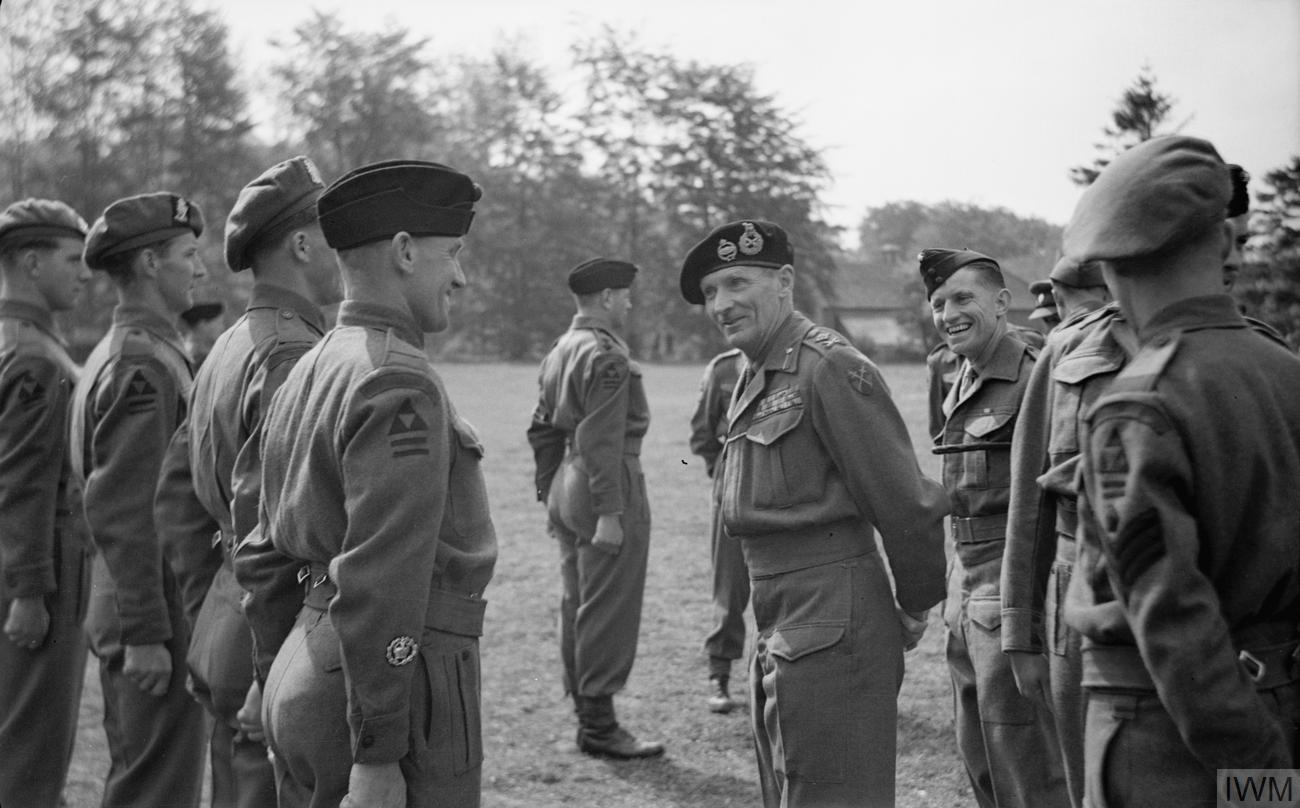
Le général Sir Bernard Montgomery s'entretient avec le sergent-major Kelly d'Aldershot lors d'une visite au 2e bataillon des Royal Ulster Rifles, près de Portsmouth, avant le jour J. Le bataillon avait déjà servi dans sa division au début de la guerre.

Le 2e bataillon faisait partie de la 9e brigade d'infanterie de la 3e division d'infanterie qui servait au sein du Corps expéditionnaire britannique (BEF) en France entre 1939 et 1940. La division était commandée par le major général Bernard Montgomery, qui allait plus tard diriger les forces anglo-canadiennes en tant que commandant du 21e groupe d'armées lors de la campagne du nord-ouest de l'Europe. La 3e division d'infanterie a participé à la bataille de Dunkerque, où elle a acquis une bonne réputation et gagné le surnom de "Monty's Ironsides", et a dû être évacuée de Dunkerque avec le reste de la BEF. Le bataillon est retourné en Europe pour le débarquement du jour J en juin 1944 et a participé à la bataille de Normandie, en particulier à l'opération Charnwood, au cours de laquelle il a été la première troupe britannique à pénétrer dans la ville de Caen, qui avait auparavant fait l'objet d'âpres combats lors de la tentative britannique de s'en emparer.

#### Hostilités
Le 6e bataillon (Home Defence) a été créé en 1939 à partir des compagnies de défense nationale du groupe n° 200. Il était composé d'hommes plus âgés ayant une expérience militaire antérieure, mais inaptes au service actif. Le 24 décembre 1940, le bataillon a été rebaptisé 30e bataillon, abandonnant le terme Home Defence de son titre, et a été converti en bataillon d'infanterie régulier. Il est dissous en Irlande du Nord en mai 1943. Le 7e bataillon (Home Defence) est levé le 29 juin 1940 et rejoint la 215e brigade d'infanterie indépendante (Home). Le bataillon sert en Ulster jusqu'à son départ pour la Grande-Bretagne en septembre 1942. Le 24 décembre 1941, le bataillon est rebaptisé 31e bataillon et abandonne le titre de Home Defence.
Le 8e bataillon, Royal Ulster Rifles, est également levé en 1940 et rejoint la 203e Brigade d'infanterie indépendante (Home). Début 1942, le bataillon est transféré à la Royal Artillery et devient le 117e Régiment antiaérien léger (Artillerie royale). Le régiment sert dans les forces intérieures jusqu'en novembre 1942, date à laquelle il est envoyé en Afrique du Nord pour participer aux dernières étapes de la campagne d'Afrique du Nord au sein de la Première armée britannique. En septembre 1943, le régiment débarque en Italie peu après l'invasion initiale, au sein de la Huitième Armée britannique, et sert sur le front italien jusqu'en juin 1944, date à laquelle le régiment est dissous et les hommes sont recyclés comme fantassins, en raison d'une grave pénurie de fantassins, en particulier en Italie. Un grand nombre des hommes reconvertis furent envoyés dans les 2e, 7e et 10e bataillons de la Brigade des fusiliers britannique, un autre régiment de fusiliers, au sein de la 61e Brigade d'Infanterie, qui fait partie de la 6e Division blindée.
Le 70e (Young Soldiers) Battalion a été formé le 12 septembre 1940 à Holywood à partir des jeunes soldats des 6e et 7e bataillons et des volontaires âgés de 18 et 19 ans qui étaient trop jeunes pour la conscription. Le bataillon a passé la majeure partie de son temps à garder des terrains d'aviation et des aérodromes avant de partir pour la Grande-Bretagne en octobre 1941.

### Après-guerre

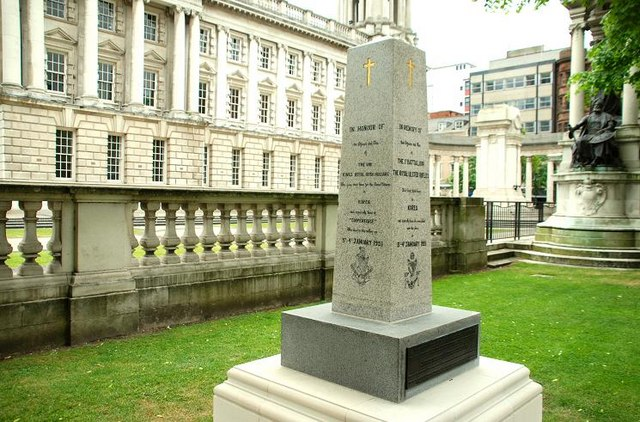
Le mémorial de la guerre de Corée, à l'hôtel de ville de Belfast

En 1947, les Royal Ulster Rifles sont regroupés avec les deux autres régiments irlandais restants, les Royal Inniskilling Fusiliers et les Royal Irish Fusiliers, au sein de la North Irish Brigade. En 1948, le 2e bataillon est fusionné avec le 1er bataillon pour former le 1er bataillon, Royal Ulster Rifles (83e et 86e), conservant ainsi l'histoire des deux régiments d'infanterie précédents.
Le 1er bataillon des Royal Ulster Rifles a débarqué à Pusan au début du mois de novembre 1950 en tant que membre du 29e groupe de brigades d'infanterie indépendantes pour participer à la guerre de Corée. Ils ont été transportés jusqu'à Uijeongbu, où, sous le commandement direct de la huitième armée américaine, ils ont été dirigés contre les forces de guérilla balayées par la progression rapide de l'armée des Nations unies. À la mi-décembre 1950, une ligne de défense était en cours de préparation sur la rive sud du fleuve Han, à la frontière avec la Corée du Nord, protégeant l'approche de Séoul, la capitale de la Corée du Sud. Au début de la nouvelle année, la Cinquantième armée communiste chinoise a engagé les troupes des Nations unies, concentrées sur la 29e brigade, qui étaient dispersées sur un front très large (12 miles). Les Royal Ulster Rifles combattant avec le 1er bataillon des Royal Northumberland Fusiliers ont réussi à tenir leur position lors de leur première action majeure à Chaegunghyon et la progression de l'armée communiste a été stoppée, du moins temporairement.
La bataille de la rivière Imjin a commencé le 22 avril 1951 avec pour objectif la prise de Séoul. Le 25 avril 1951, la brigade reçoit l'ordre de se retirer car les forces communistes menacent de l'encercler. Pratiquement sans couverture et en infériorité numérique, les Royal Ulster Rifles ont essuyé des tirs nourris alors qu'ils se repliaient vers une position de blocage. La brigade a pu maintenir sa position, malgré des combats acharnés, et a neutralisé l'efficacité de la soixante-quatrième armée communiste chinoise. Bien que l'offensive ennemie se soit approchée à moins de 5 miles de Séoul, la capitale a été sauvée. À l'époque, le Times avait rapporté que la bataille de la rivière Imjin s'était conclue par : "La 5e armée de combat portant St Georges et le Dragon et les géants irlandais portant la Harpe et la Couronne ont des histoires qu'ils n'échangeraient avec personne. La fierté, tempérée par le deuil des soldats tombés au champ d'honneur, observe à quel point ces jeunes hommes se sont bien comportés dans l'Asie la plus reculée. Les rôles joués par les régiments peuvent être considérés comme un tout. La devise des Royal Ulster Rifles pourrait contenir le dernier mot Quis Separabit (qui nous séparera)".
À la suite de cette action, les membres des Royal Ulster Rifles ont reçu deux Ordres du service distingué, deux Croix militaires, deux Médailles militaires et trois hommes ont été cités à l'ordre du jour. Lorsque la région a été reprise, un mémorial a été érigé à la mémoire des 208 hommes tués ou disparus après la bataille. Il surplombait le champ de bataille jusqu'en 1962, date à laquelle la croissance de Séoul menaça de le détruire. Il fut alors transporté par le HMS Belfast jusqu'en Irlande, où il devint le centre d'intérêt de la caserne St Patrick à Ballymena. Lorsque la caserne a fermé ses portes en 2008, le mémorial de la rivière Imjin a de nouveau été déplacé, cette fois dans l'enceinte de l'hôtel de ville de Belfast.
Le régiment continue d'accepter des recrues du reste de l'Irlande ; par exemple, près de 50 % du personnel du 1er bataillon arrivé en Corée en 1950 était de nationalité irlandaise. En juillet 1968, les Royal Ulster Rifles fusionnent avec les Royal Inniskilling Fusiliers et les Royal Irish Fusiliers pour former les Royal Irish Rangers (27e (Inniskilling), 83e et 87e).

## Musée du régiment
Le Royal Ulster Rifles Museum est situé dans le quartier de la cathédrale, à Belfast. Les objets du musée comprennent des uniformes, des insignes, des médailles, des souvenirs régimentaires, des trophées, des peintures et des photographies.

## Croix de Victoria
Récipiendaires de la Croix de Victoria :
- Lieutenant H. S. Cochrane, 86e régiment d'infanterie (Royal County Down), Betwa, Inde, avril 1858
- Lieutenant H. E. Jerome, 86e régiment d'infanterie (Royal County Down), Jhansi, Inde, avril 1858
- Soldat de deuxième classe James Byrne, 86e régiment d'infanterie (Royal County Down), Jhansi, Inde, avril 1858
- Soldat de deuxième classe James Pearson, 86e régiment d'infanterie (Royal County Down), Jhansi, Inde, avril 1858
- Tirailleur William McFadzean. 14e bataillon (de service), Royal Irish Rifles. 1916. Thiepval
- Tirailleur Robert Quigg. 12e bataillon (de service), Royal Irish Rifles. 1916. Le Hamel, Somme
- Sous-lieutenant Edmund De Wind. 15e bataillon (de service), Royal Irish Rifles. 1918. Grugies, France

## Mémoriaux de la Grande Guerre
- Mémorial de la Tour d'Ulster,Thiepval, France.
- Jardins du Mémorial national irlandais de la guerre, Dublin.
- Parc irlandais de la paix, Messines, Belgique.
- Mémorial de la Porte de Menin, Ypres, Belgique.
- Mémorial de la guerre de Corée, Séoul, Corée du Sud

## Honneurs de guerre
Les honneurs de guerre du régiment sont les suivants :
- Les premières guerres : Afrique du Sud 1899-1902
- La Grande Guerre : Mons, Le Cateau, Retraite de Mons, Marne 1914, Aisne 1914, La Bassée 1914, Messines 1914 '17 '18, Armentières 1914, Ypres 1914 '15 '17 '18, Nonne Bosschen, Neuve Chapelle, Frezenberg, Aubers, Somme 1916 '18, Albert 1916, Bazentin, Pozières, Guillemont, Ginchy, Hauteurs d'Ancre, Pilckem, Langemarck 1917, Cambrai 1917, St. Quentin, Rosières, Lys, Bailleul, Kemmel, Courtrai, France et Flandres 1914-18, Kosturino, Struma, Macédoine 1915-17, Suvla, Sari Bair, Gallipoli 1915, Gaza, Jérusalem, Tell 'Asur, Palestine 1917-18
- La Seconde Guerre mondiale : Dyle, Dunkerque 1940, Débarquement en Normandie, Cambes, Caen, Troarn, Poche de Venlo, Rhin, Brême, Europe du Nord-Ouest 1940-44-45
- Guerres ultérieures : Séoul, Imjin, Corée 1950-51

## Colonels de régiment
Les colonels du régiment étaient :
Les Royal Irish Rifles
- 1881–1883:(1st Battalion) Gen. William Gustavus Brown (ex 83rd Foot)
- 1881–1886:(2nd Battalion only to 1883) F.M. Sir John Michel, GCB (ex 86th Foot)
- 1886–1914: Gen. Wilmot Henry Bradford
- 1914–1915: Gen. Sir Charles John Burnett, KCB, KCVO
- 1915–1922: F.M. Sir Henry Hughes Wilson, Bt, GCB, DSO

Les Royal Ulster Rifles (1921)
- 1922–1937: Gen. Sir Alexander John Godley, GCB, GCMG
- 1937–1947: Lt-Gen. Sir Denis John Charles Kirwan Bernard, KCB, CMG, DSO
- 1947–1957: Gen. Sir James Stuart Steele, GCB, KBE, DSO, MC
- 1957–1962: Brig. Ian Henry Good, DSO
- 1962–1968: Maj-Gen. Ian Cecil Harris, CB, CBE, DSO (to Royal Irish Rangers)
- 1968 Le régiment fusionne avec The Royal Inniskilling Fusiliers et The Royal Irish Fusiliers (Princess Victoria's) pour former les Royal Irish Rangers.

## Alliances
- Singapour - 2nd bataillon, Régiment d'infanterie de Singapour[36]

## Voir également
- Liste des régiments de l'armée britannique (1881)
- Young Citizen Volunteers (1912)

## Pour aller plus loin
- (en) David R. Orr et David Truesdale, The Rifles are There: 1st and 2nd Battalions, The Royal Ulster Rifles in the Second World War [« Les Fusiliers sont là : Les 1er et 2e bataillons du Royal Ulster Rifles pendant la Seconde Guerre mondiale »], Pen & Sword, 2005 (ISBN 1-8441-5349-5)
- (en) James W. Taylor, The 1st Royal Irish Rifles in the Great War [« Le 1er Royal Irish Rifles dans la Grande Guerre »], Four Courts Press, 2002 (ISBN 1-8518-2702-1)
- (en) James W. Taylor, The 2nd Royal Irish Rifles in the Great War [« Le 2e Royal Irish Rifles dans la Grande Guerre »], Four Courts Press, 2005 (ISBN 1-8518-2952-0)